# Love & Hate - European Stories
|  | Denne artikel er oprettet af botten Steenthbot ud fra en ekstern database. Den kan derfor have sproglige fejl eller mangler. Denne skabelon kan fjernes efter kontrol af indholdet. |

Love & Hate - European Stories er en dansk kortfilm fra 1995 instrueret af Amir Rezazadeh, Marcelo Racana, Maria Sødahl, Olaf Olszewski og Dragan Nikolic.

## Handling
Episodefilm, med bidrag fra fem europæiske lande. Genremæssigt spænder de enkelte dele fra komedien over dramaet til thriller'en. Den danske del, "The Letter" er 15 min. og instrueret af Amir Rezazadeh. Den svenske, "Open Doors", er 20 min. lang og instrueret af Marcelo Racana. Dragan Nikolic fra det tidligere Jugoslavien har skabt den 18 min. lange "Pigs and Pearls". Nordmanden Maria Sødahl har stået for "Sara" på 20 min., og det polske indslag i rækken, "Steps", er 15 min. og instrueretaf Olaf Olszewski. (Citat: Scope.dk)

## Medvirkende
- Benedikte Hansen
- Jesper Langberg
- Qoumarce Hossini
- Harriet Andersson
- Sven Lindberg
- Ulf Isenborg
- Nina Nelson
- Beata Augustyniak
- Jerzy Leszczynski
- Tadeusz Lempkowski
- Dragan Bjelogrlic
- Anne Krigsvoll
- Anneke von der Lippe
- Vladica Milosavljevic